# Nawasiołki Kiemieszauskija
Nawasiołki Kiemieszauskija (biał. Навасёлкі Кемешаўскія; ros. Новосёлки-Кемешевские, Nowosiołki-Kiemieszewskije) – wieś na Białorusi, w obwodzie witebskim, w rejonie dokszyckim, w sielsowiecie Biarozki. W 2009 roku liczyła 5 mieszkańców.